# فرودگاه ترنوپیل
فرودگاه ترنوپیل  (به انگلیسی: Ternopil Airport) یک فرودگاه همگانی با کد یاتا TNL است که یک باند فرود بتن دارد و طول باند آن ۲۳۰۰ متر است. این فرودگاه در شهر  ترنوپیل کشور اوکراین قرار دارد و در ارتفاع ۳۲۷ متری از سطح دریا واقع شده است.